# Andorra durant l'edat mitjana
L'edat mitjana és el moment fundador d'Andorra. El país esdevé un coprincipat gràcies a circumstàncies històriques que no foren programades. És en aquesta època que s'atorga a Carlemany la fundació d'Andorra. Però aquesta suposada fundació no és verídica. Està fonamentada en una Carta de poblament que investigacions contemporànies han dilucidat i qualificat com a falsa.
El document sobre el qual se sosté la jurisdicció andorrana és el pariatge de 1288. Es tracta d'un contracte feudal que en el cas andorrà estableix dos senyors posteriorment designats com a prínceps i, per tant, coprínceps que exerceixen com a caps d'Estat. En un context d'interessos patrimonials diverses cases comtals es disputen el territori.
Les disputes coincideixen amb guerres a escala més global. La cruïlla de tots els interessos interns com externs porten el territori nacional actual andorrà ha esdevenir un coprincipat. Per bé que el coprincipat fou la base sobre la qual es construí l'Estat andorrà modern i sobirà, els pariatges no són la data amb què Andorra obté la independència.
Són en qualsevol cas una data clau en atorgar-hi una situació geopolítica que propicia una gran autonomia a voltes interpretada com a independència pels andorrans mateixos.
L'edat mitjana és el període d'Andorra més estudiat però no el més ben estudiat. La segona meitat del medieval no ha estat molt explorar i encara existeixen buits en aquest aspecte. L'accés d'Andorra com a Estat independent l'any 1993 és el que ha multiplicat l'estudi d'un període concret. La història andorrana suscita molt interès en tot allò que concerneix la signatura del Pariatge, ja que és la basa sobre la qual Andorra es forma com a Estat independent l'any 1993.
Tot i així, l'interès per Andorra no és recent. Existeixen documents del segle xviii que miren ja d'escriure un compendi d'història d'Andorra. El segle xix veu com apareixen múltiples i dispars aventurers que tot interessant-se en el país acaben redactant biografia sobre la història i els costums dels andorrans. Però les recerques científiques i amb caràcter ja seriós apareixen a la dècada del 1980.

## Historiografia andorrana
L'edat mitjana és la de la formació d'Andorra, la de la fixació de les bases institucionals que van permetre la seva supervivència com a entitat política diferenciada fins avui.
De llarg, l'edat mitja ha estat la més transitada per la historiografia andorrana, des que els historiadors que van treballar a cavall entre el segle xix i el XX van posar les bases per a l'estudi de la complexa trama de relacions feudals que van desembocar en els Pariatges. És el cas de les monografies de Charles Baudon de Mony i de Joaquim Miret i Sans, amb alguns il·lustres precedents, que van posar els fonaments a l'estudi de les cases de Castellbò i de Foix, amb un treball d'arxiu exhaustiu del qual han begut tots els seus successors.
Prioners:
- Pierre de Marca, Marca Hispanica sive Limes hispanicus, hoc est, geographica & historica descriptio Cataloniæ, Ruscinonis, & circumjacentium populorum, París, François Muguet, 1688.
- Pierre de Marca, Histoire de Bearn, contenant l'origine des rois de Navarre, des ducs de Gascogne, marquis de Gothie, princes de Bearn, comtes de Carcassone, de Foix & de Bigorre, avec diverses observations géographiques & historiques, concernant principalement les dits païs, París, Veuve J. Camusat, 1640
- Henri Castillon, Histoire du comté de Foix, depuis les temps anciens jusqu’à nos jours, Tolosa, Cazaux, 1852, [Marsella, Lafitte Reprints, 1978].
- Charles Baudon de Mony, «Origines historiques de la question d'Andorre», Bibliotheque de l'École de Chartres, xlvi (1885), p. 95-107.
- Charles Baudon de Mony, «La vallée d'Andorre et les évêques d'Urgell au moyen âge. Réponse à J. A. Brutails», Revue des Pyrénées et de la France méridionale (juliol-agost 1892).
- Charles Baudon de Mony, Relations politiques des comtes de Foix avec la Catalogne, 2 vols., París, Alphonse Picard et fils, 1893.
- Félix Pasquier, «L'Andorre et la charte des libertés concédées par Charlemagne», Revue des Pyrénées et de la France méridionale, Tom vi (1894), p. 319-321.
- Félix Pasquier, «Charte fausse de l'organisation de l'Andorre sous Charlemagne», Bulletin Historique et Philologique, (1897), p. 765-770,
- Joaquim Miret i Sans, Investigación histórica sobre el vizcondado de Castellbò, Barcelona, La Catalana, 1900.
- Joaquim Miret i Sans, Noves i documents inèdits sobre la família senyorial de Caboet i la qüestió d'Andorra, Barcelona, Impremta de la Casa de Caritat, 1918.
- Jean-Auguste Brutails, «Au sujet de l'Andorre», Bulletin Hispanique, vol xxi, (1918), p. 185-192.F
- Félix Pasquier, «La question d'Andorre au xiiième siècle et au xivème siècle d'après l'acte constitutif de 1278», Mémoires de L'Académie des Sciences, Inscriptions et Belles Arts de Toulouse, vii (1919), p. 373-401.
- Ferran Valls i Taberner, Privilegis i ordinacions de les Valls Pirinenques, iii, Vall d'Andorra, Barcelona, 1920 [Saragossa-Málaga, 1990].
- R Robert Anthony, «Recherches sur la situation politique de l'Andorre au xvè siecle», Mélanges Iorga, París, Librairie Universitaire J, Gamber, 1933, p. 41-64

La segona generació de medievalistes van ampliar el camp d'estudi. Sense perdre de vista les singularitats de la creació de l'edifici institucional andorrà, es van iniciar els treballs sobre la societat medieval, sobretot aprofitant els esforços de dom Cebrià Baraut, que va posar a l'abast dels historiadors el corpus documental essencial per a l'estudi de l'edat mitja andorrana –i, naturalment dels veïns amb qui interactuaven les Valls. És el cas de l'Esteve Albert, a més de,
- Cebrià Baraut, Cartulari de la vall d'Andorra - segles ix-xiii, i, Andorra, Govern d'Andorra, 1988.
- Cebrià Baraut, Cartulari de la vall d'Andorra - segles ix-xiii, ii, Andorra, Govern d'Andorra, 1990.
- Ignasi J. Baiges, Mariona Fages, Diplomatari de la vall d'Andorra - segle xiv, i (iii), Andorra, Govern d'Andorra, 1993.

El ventall d'interessos dels historiadors s'ha anat eixamplant, amb una llacuna evident: l'Andorra post-pariatge i la baixa edat mitja. Paradoxalment, en aquesta època la documentació disponible és molt més extensa, tot i que, en la seva gran part, roman inèdita.
Fonts primàries (bàsiques):
- El Pariatge de 1278
- El Pariatge de 1288
- El Reconeixement del Consell de la Terra de 1419

## Les ocupacions germàniques

Andorra esdevé visigoda un cop instal·lats francs i visigots.

De les ocupacions bàrbares, dos pobles germànics destaquen a la història d'Andorra:
- Visigots
- Francs

Nota: parlem avui dia de bàrbares perquè fou així que Roma qualificà les tribus germàniques que feren caure Roma. Aquest qualificatiu és etnocèntric i per això convé posar el mot en cursiva. De fet, els romans donaren noms a les diferents tribus germàniques segons ells creien que es comportaven. D'ací surten els noms d'alamans, francs, àvars, entre d'altres.

### L'Andorra visigoda
La presència dels visigots a Andorra no està provada o atestada per proves concloents. Malgrat això des del segle xviii que s'explica que els visigots passaren per Andorra. No hi ha rastres concloents que ens permetin arribar a aquesta afirmació. L'única font de què disposen els historiadors són els esdeveniments que tingueren lloc durant les ocupacions germàniques a la Seu d'Urgell.
Semblaria que fou en aquesta època que es constituí la seu episcopal de la Seu d'Urgell i, per tant, hom pot especular sobre si arrel d'aquesta construcció inicial, alguns visigots aprofitaren l'avinentesa per a desplaçar-se i establir-se a Andorra. No debades, hom pot especular però no afirmar.
Les cartografies normalment indiquen que el regne visigot d'Hispània s'estengué fins a Narbona. Si prenem aquesta referència, es pot llavors plantejar la hipòtesi que efectivament els visigots ocuparen Andorra.

Basant-se en tot això, alguns autors pensen que Andorra degué cristianitzar-se en aquesta època. La consagració de la Seu d'Urgell per part de la jerarquia catòlica ha produït un document en el qual s'hi veuen escrites les sis parròquies inicials d'Andorra. El document ha sigut objecte de diversos estudis i finalment s'ha conclòs que és fals. Per tant, segueix havent-hi més incerteses que certeses. Encara que es pugui confirmar que els visigots anaren fins a Narbona, no es pot afirmar que passaren per Andorra i, com a molt, es poden plantejar hipòtesis.
L'any 332 els visigots celebraren un tractat amb els romans que perdurà uns 35 anys, data en què el bisbe i cap dels gots Úlfila traduí la Bíblia al gòtic i promogué la conversió dels gots a l'arrianisme, una confessió oriental del cristianisme que a Occident va ser declarada heretgia l'any 325. De forma general les tribus germàniques havien estat influenciades per les missions cristianes mentre Roma encara es mantenia dempeus. Arrel d'això, moltes tribus germàniques es convertiren a l'arrianisme. Per motius territorials, durant la invasió, algunes tribus trien convertir-se directament al catolicisme per així aconseguir el suport de l'Església catòlica i poder portar a terme les polítiques expansionistes.
El Manual Digest cita una ocupació de 200 anys per part dels visigots, però no és certa o és inverificable.

### L'Andorra franca

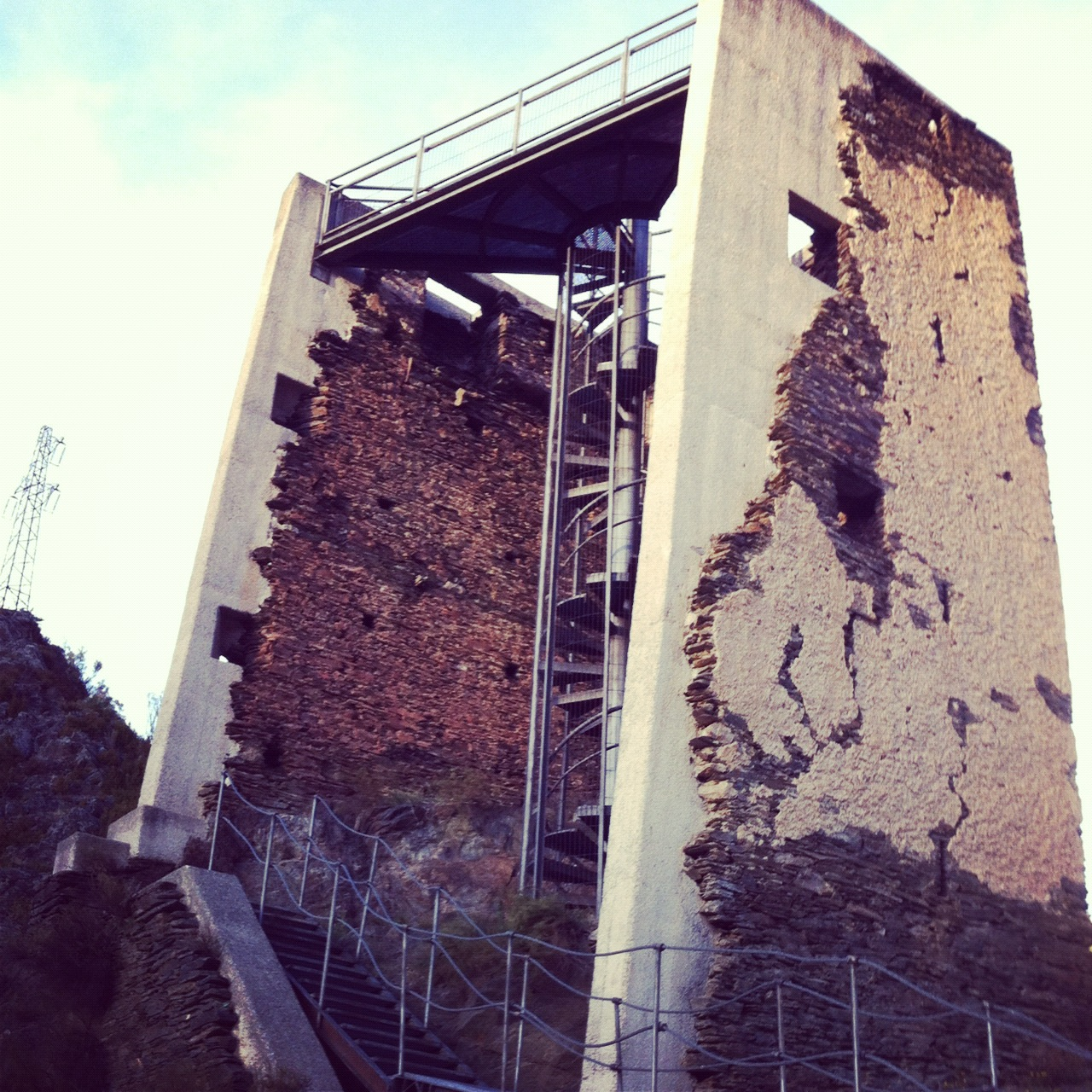
Conjunt Medieval de les Bons, anomenat comunament Torre dels Moros on suposadament la reina favorita del rei sarraí s'hi banyava.

La presència dels francs a Andorra és l'única atestada i la més permanent. Abans de parlar-ne, però, cal fer una aturada pel califat de Còrdova.
L'arribada dels musulmans a la península ibèrica comportà un regirament del mode de vida de les societats que vivien a la península. La incorporació de l'Islam a terres ibèriques es va fer dintre d'un marc força obert malgrat que això comportà la caiguda del Regne Visigot de Toledo.
Alguns resistents decidiren marxar cap al nord de la península, lloc on el poder musulmà mai aconseguí posar peu. Així, alguns visigots es traslladaren a la serralada dels Pirineus. En aquest període ja és força més assegurat afirmar que hi havia presència visigòtica a Andorra. De fet, no només degué haver-hi presència visigòtica, sinó també àrab.

Les zones frontereres amb l'imperi franc testimonien de vàries ràtzies musulmanes i Andorra en ser-ne una, també en degué patir-ne. Les recerques fetes al Pirineus i, concretament, a la Seu d'Urgell, confirmen aquests atacs ràpids que permetien desestabilitzar l'enemic i fer-se amb botí. Les restes arqueològiques d'Andorra també testimonien que degué haver-hi presència musulmana. Uns contenidors de crema de filiació islàmica trobades a les necròpolis de l'església d'Encamp posen el dubte sobre la taula. 

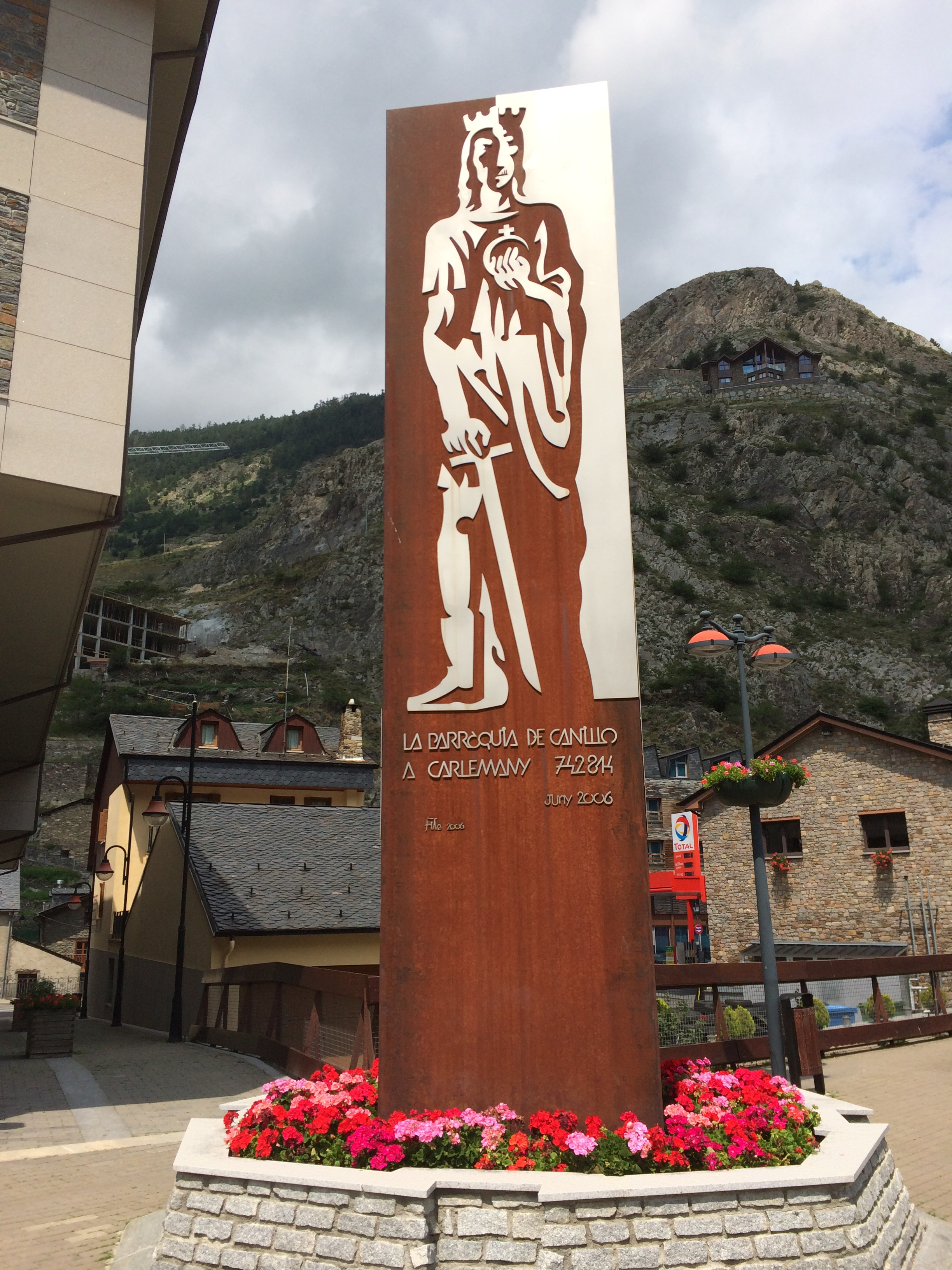
Homenatge a Carlemany. Estàtua situada a la parròquia de Canillo, lloc on suposadament va passar l'emperador per alliberar els andorrans dels sarraïns.

Nota: existeixen fins i tot a Andorra llegendes relacionades sobre la suposada estada dels àrabs al país. Segons que diuen els remors populars, allà on avui es troba el conjunt medieval de les Bons, el poder musulmà hi construí un castre i ja només queda la torre visible que es pot apreciar en aquesta fotografia. A més, segons la llegenda, just al costat de la torre hi ha un bany a on l'esposa del rei o príncep moro s'hi banyava. Res de tot això és verídic. La torre ha estat relacionada amb l'església romànica que hi ha tot just a uns peus de distància. Per aquest motiu podem parlar de conjunt medieval. L'església és la primera romànica construïda a Andorra però la torre és controversa. El suposat bany de la reina mora és en realitat un contenidor d'aigua que degué utilitzar-se en èpoques contemporànies per a netejar la roba. La torre és probablement un element defensiu utilitzat per a vigilar la vall d'Encamp. Alguns autors pensen que degué utilitzar-se per vigilar el pas d'hugonots a l'Edat Moderna, però és una hipòtesi igual de controvertida que les altres.
En qualsevol cas, fou l'ocupació franca la més destacada, com a mínim si prenem les fonts concloents que tenim de l'època. D'aquesta època tenim una carta pobla segons la qual Carlemany hauria creat l'Estat andorrà en agraïment pel coratge i ajut que demostraren els andorrans en afrontar les tropes sarraïnes. Efectivament Carlemany inicià una croada contra el califat musulmà de la península ibèrica amb l'objectiu de fer-se amb aquest territori i expulsar aquells que el regne considerava com a infidels.
L'armada musulmana fou més eficaç que la cristiana vist que calgué una intervenció l'any 732 a Poitiers per a fer fora definitivament els àrabs del regne franc. Això no impedeix que aquesta Carta Pobla s'hagi posat en qüestió i arrel d'estudis nombrosos al seu voltant, s'ha conclòs que és falsa i que es redactà molt més tard.

D'aquesta Carta Pobla neix posteriorment una llegenda que afirma que Carlemany estigué a Andorra i que explica les peripècies amb què els andorrans aconseguiren expulsar amb l'ajuda de l'exèrcit franc els musulmans, titllats d'alàrabs, terme del qual deriva actualment àrab. La versió pot variar segons l'autor i la biografia però en tot cas la llegenda vol deixar constància allò que la Carta Pobla afirma: Andorra fou cedida als andorrans en reconeixement i gràcies a això pogueren muntar un marc jurídic propi.
Nota: actualment sabem que fou redactada al segle xii amb intencions. El treball de síntesi portat a terme per l'historiador Oliver Vergés permet saber que en aquella època hi havia voluntat per part de la població que vivia a Andorra de no deixar-se fer per l'Església de la Seu d'Urgell que es trobava llavors en plena discussió sobre l'aplicació dels seus drets a Andorra. És a dir, probablement per no ser imposats, es pensa que es decidí redactar una Carta Pobla falsa que passés per verídica en la qual s'hi volia deixar palès que Carlemany ja hauria cedit el territori abans i per això l'episcopalia d'Urgell no podia exercir-hi drets impositius
 Arrel de les conseqüències de la Guerra de Successió Espanyola, la llegenda és la Carta pobla és represa o retrobada i es fomenta durant el segle xix tot un mite al voltant de Carlany. Només cap al final del segle xix i, sobretot, al segle XX que s'acaba veient que és un document fals. Això no evitar, nogensmenys, que s'insereixin el relat a l'himne andorrà:
| «                                       | El gran Carlemany, mon pare dels àrabs em deslliurà, i del cel vida em donà, de Meritxell la gran Mare. Princesa nasquí i Pubilla, entre dues nacions, neutral; sols resto l'única filla, de l'Imperi Carlemany. | » |
| — Joan Benlloch i Vivó, Himne d'Andorra | |   |

Així i tot, deixant la llegenda i la Carta pobla de banda, es pot afirmar que Andorra fou territori franc dins de l'imperi carolingi. El territori formava part de l'anomenada Marca Hispànica. L'imperi franc estava dividit en comtats, ducats i altres entitats feudals. Els comtats que se situaven als Pirineus eren militars. A les zones frontereres el monarca franc hi construí marques de defensa militars que es traduïren en castres, torres o altres elements de defensa. Sabem que Andorra en formava part. De marques militars n'hi havia moltes: la bretona, la danesa, l'hongaresa o la hispànica. Andorra s'integrà dins la hispànica. Per això es podria dir que devia haver-hi sota Carlemany visigots aculturats als francs.
Des del punt de vista antropològic cal saber que és habitual dins les comunitats humanes establertes construir epopeies que són del tot falses o que es constitueixen amb la barreja de fets reals i falsos. Tècnicament permeten construir uns valors al voltant d'un nucli humà el qual dona per assentat el relat i així accepta formar part d'un grup determinat. Més endavant aquest aspecte antropològic és utilitzat amb intencions ideològiques com la Cançó de Rotllant o les epopeies heroiques de bàrbars lluitant contra el poder romà als escrits del segle xix. És a dir, la permanència de la llegenda de Carlemany deixa palesa la necessitat del poble andorrà de voler-se constituir com a poble a part; tot plegat dins d'una anàlisi antropològica que pot no atendre a la realitat ètnica o política. Per tot plegat es pot entendre que existeixi força toponímia a Andorra que evoca a Carlemany: Avinguda Carlemany, Centre Comercial Illa Carlemany, l'Hotel [noucentista] Carlemany, etc.

### L'Andorra catalana
L'any 814 quan mor Carlemany el seu fill, Lluís el Pietós, perd autoritat davant dels fills. Les fronteres franques tornen a estar amenaçades per invasions (vikings, sarraïns i magiars).
Per tal de girar la situació, dilapida el domini reial distribuint terres (feus) als comtes. Però, en lloc d'aconseguir allò que pretén, els comtes van prenent cada cop més força. El regne es fragmenta en ducats autònoms i principats independents. És el cas d'Aquitània o de Flandes.
Els comtats de la Marca Hispànica corresponents a l'anomenada Catalunya Vella (Rosselló, Empúries, Girona, Barcelona, Cerdanya, Urgell, Pallars i Ribagorça) també ho fan. Es tracta de comtes no originaris de les terres que governen (es pensa que eren visigots), però a la llarga passen de comtes forans a comtes naturals.
Guifré el Pelós en serà un d'aquests primers. La historiografia anomena aquesta Catalunya Vella de Comtats Catalans perquè inicialment eren autònoms els uns dels altres tot i que la presència de feus locals inicial dinasties comtals. Mentre no hi hagi contestació del vassallatge els Comtats Catalans formaven part de l'imperi carolingi posterior a Carlemany.
Andorra entra dins dels Comtats Catalans. És una regió del comtat d'Urgell i es regeix per vincle de vassallatge a les prerrogatives del comtat d'Urgell.

L'any 985 els Comtats Catalans decideixen trencar el vincle de vassallatge que els lligava al rei franc. El motiu es deu a l'expedició musulmana d'Almansor contra Barcelona. Els Comtes Catalans demanen ajuda al rei franc però aquest no acut a ajudar-los i trenquen llaços. No renoven el vassallatge i per això els historiadors consideren que de facto els Comtats Catalans ja són independents. Andorra, integrada en el comtat d'Urgell, quedarà doncs dins de la Catalunya Vella.
Andorra dins del comtat d'Urgell:

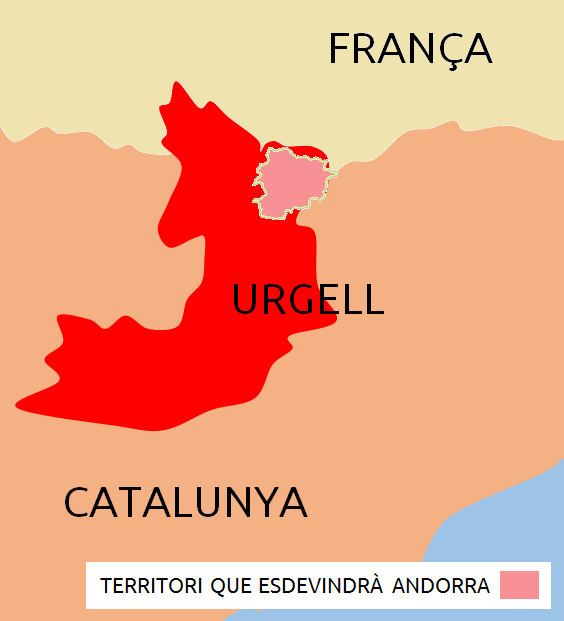
Ubicació d'Andorra dins del Comtat d'Urgell, vassalla de la corona d'Aragó-Catalunya.

És en aquest context que dos senyors feudals van adquiri`nt importància a Andorra,
- En Sunifred I Comte d'Urgell i de Cerdanya
- El senyor del monestir de Sant Serni de Tavèrnoles; situat a Anserall

Ambdós van absorbint progressivament les possessions dels pagesos d'Urgell a través de pactes de vassallatge i compravenda de feus fins a exercir un verdader domini. 
L'historiador Cebrià Baraut pensa demostrar que l'any 843 el rei franc Carles el Calb hauria cedit al senyor de Sant Serni de Tavèrnoles el territori que avui es coneix com a Andorra en agraïment per l'ajuda lliurada a les batalles contra els normands. El mateix Cebrià Baraut posa en guàrdia sobre aquesta cessió.
Durant els segles IX-X els comtes d'Urgell van consolidant el seu poder econòmic i polític dins de la corona catalana. Es parla de corona catalana perquè dues dinasties comtals de la Catalunya Vella aconsegueixen fer-se amb gairebé tot el territori. Amb el temps els comtats d'Urgell accedeixen al comtat de Barcelona el qual té sota les seves ordres a la Catalunya Vella. Llavors ja es pot dir que tenim una entitat a part. Andorra quedarà sota el domini del comtal d'Urgell durant uns 300 anys.

La presència musulmana al sud, la política expansionista del comtat barcelonès, fa que els comtes d'Urgell vulguin dedicar-se a terres més fèrtils. Es despreocupen de les seves possessions als Pirineus. Així, a patir de la fi del segle x fins al segle xii, van traspassant les seves possessions d'Andorra a favor dels bisbes d'Urgell. Per exemple, al 988 Borrell II, comte de Barcelona i d'Urgell, cedeix Sant Julià de Lòria, Santa Coloma i Ordino a l'Església d'Urgell a canvi de possessions dins del Comtat de Cerdanya i Berga. L'any 1133 el darrer comte d'Urgell, Ermengol VI, cedeix al bisbe Pere Berenguer i a la catedral d'Urgell tots els drets alodials i senyorials que li pertanyien, des del monestir de Sant Sadurní de Tavèrnoles en amunt, mitjançant una indemnització de mil dos-cents sous; és a dir, li cedeix Andorra i les seves possessions als Pirineus. El domini territorial del bisbe d'Urgell es transforma llavors en una senyoria jurisdiccional i les seves relacions amb Andorra seran d'índole estrictament feudal. Per exemple, rep tributs dels andorrans i dels altres territoris que posseeix, té control espiritual i judicials sobre Andorra i els andorrans han de prestar-hi homenatge i jurament de fidelitat. A canvi els andorrans reben la protecció del bisbe i l'empriu; que és el dret d'utilitzar les terres per cultivar-hi.
La divisió territorial d'Andorra:
És precisament en aquesta època que la Catedral d'Urgell rep l'Acta de Consagració i Dotació de la Catedral de la Seu d'Urgell (839). La importància d'aquest document rau en el fet que per primer cop s'hi veuen les sis parròquies dependents de la diòcesi d'Urgell, és a dir, la divisió administrativa d'Andorra. Actualment, però, existeixen 7 parròquies després que Escaldes-Engordany obtingués la seva independència envers la parròquia d'Andorra la Vella l'any 1978. A més, les nomenclatures han evolucionat. Nomenclatures que coincideixen amb les esglésies romàniques. El manteniment de la divisió administrativa en parròquies denota de l'arrelament catòlic en la societat medieval i post-medieval d'Andorra.

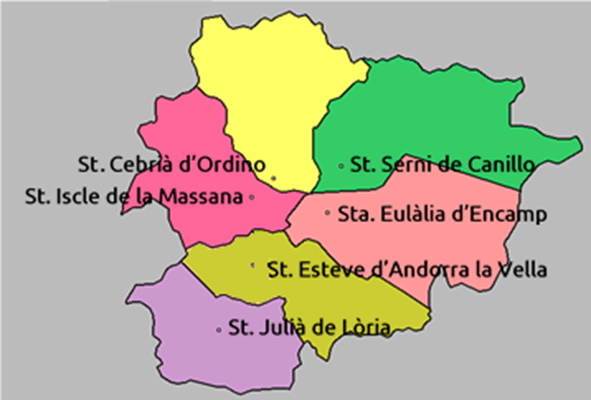
Les sis parròquies que consten a l'acta de consagració de la Catedral de la Seu d'Urgell

## Les bases jurídiques de l'Estat
L'edat mitjana és el període on es forma la base sobre la qual posteriorment es podrà construir l'Estat andorrà com a entitat independent dins de l'Organització de les Nacions Unides. El document sobre el qual es recolza la creació de l'Estat andorrà és de caràcter feudal. Es tracta de dos pariatges que foren signats al segle xiii. La seva existència fou posteriorment interpretada dins del marc internacional de finals del segle XX com a Constitució no escrita i mercès a això, entre altres variables no gens menys importants, el microestat europeu assolí la independència l'any 1993.
Per entendre com un document de caràcter medieval pren aquesta rellevància, cal abans de res situar el context d'època:
- el bisbat d'Urgell procedeix a infeudacions que deriven en un conflicte obert d'interessos
- el catarisme posa en dubte l'Església catòlica, la qual procedeix a fer-hi la guerra
- la corona francesa mira de recuperar el territori perdut que deixà l'herència
- les cases comtals del seu de França tenen interessos sobre la corona d'Aragó-Catalunya
- la corona d'Aragó-Catalunya té interès a preservar el territori occità

Amb la venda definitiva de tots els territoris dels Pirineus a l'Església de la Seu d'Urgell, el bisbat d'Urgell s'adona que té un patrimoni copiós i decideix procedir a infeudacions per tal de protegir-se de la violència feudal. La infeudació estableix una jerarquia entre dos contractants. El bisbat exerceix com a senyor i l'altra noble exerceix com a vassall. L'interès de les dues parts és patrimonial.
És així com la casa comtal de la Vall de Cabó (a la comarca d'Urgell) és infeudada a mitjan segle xi per la catedral d'Urgell. En ésser senyors feudals, els Caboets podien protegir el patrimoni del bisbat d'Urgell a canvi de poder-hi exercir com a juristes i, per tant, fiscals. En aquest context una sèrie d'aliances matrimonials posen la protecció desitjada pel bisbat d'Urgell en línies toves.

### Les Cases de Caboet i Castellbò

Bandera occitana i símbol càtar.

El bisbe encarrega doncs la defensa amb un primer jurament de fidelitat a en Guitard Isarn de Caboet l'any 1095. Li segueixen Guillem Guitard el 1110 i Arnau de Caboet el 1159.

La filla d'Arnau de Caboet, Arnalda de Caboet, qui rebé el 14 de gener de 1170 tots els drets sobre les possessions del bisbat d'Urgell, decidí casar-se amb el vescomtat de la Vall de Castellbò (comarca d'Urgell). L'any 1185 se celebra el casament i al mateix temps el principi de tots els maldecaps de la catedral d'Urgell. 

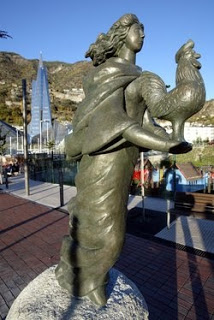
Estàtua d'Arnalda de Caboet al Prat del Roure, Escaldes-Engordany

Els Castellbò eren practicaven el catarisme i l'Església de la Seu d'Urgell era la representació del catolicisme. Roma declarà el catarisme com a heretgia perquè aquest cisma contestava clarament les possessions de la jerarquia catòlica. La relació entre el bisbat i la casa de Castellbò mai fou bona. El bisbat mirà d'enviar la unió matrimonial però no ho aconseguí. A més, la casa comtal dels Castellbò tenia ambicions territorials sobre les terres catalanes. La rivalitat fou presentada pel bisbat com a religiosa però rere aquest assumpte hi havia igualment les ambicions patrimonials dels comtes de Castellbò.
L'Església catòlica promogué una croada contra els càtars al sud de França actual en la qual va animar el rei de França i la noblesa francesa a prendre-hi part. El rei francès volia el Llenguadoc i per això aprofità el pretext religiós per a fer-hi la guerra. L'Església catòlica aprofita l'ocasió per a implantar la Inquisició. Alhora el rei de la corona de Catalunya-Aragó veu que ha de protegir les seves possessions al sud de França. És a dir, en territori de parla occitana. Els Castellbò van trobar les croades com a pretext ideal per tal de fer la guerra contra al bisbe d'Urgell. Així, tot al llarg d'aquest conflicte, les dues parts s'esbatussen.
Paral·lelament a aquesta enemistat entre els Castellbò i el bisbat d'Urgell, dificultats afegides s'amunteguen a la taula de la catedral de la Seu d'Urgell. Els habitants d'Andorra no eren del tot partidaris a ser imposats pel bisbat d'Urgell i aprofiten per a teixir amistats amb els Castellbò. Els Castellbò en haver contragut matrimoni amb els Caboet tenien dret a rebre imposts en nom de l'Església d'Urgell. Això vol dir que a la pràctica l'intermediari entre el senyor i els súbdits fou el vassall mateix d'Urgell. Aquest punt que pot sembla no gaire rellevant pren tota la seva rellevància durant la signatura dels Pariatges.
L'any 1162 i l'any 1176 se signe dues concòrdies entre el bisbat d'Urgell i els hereus de la casa de Caboet i Castellbò. La concòrdia és un contracte de caràcter medieval que pretenia resoldre problemes derivats del pagament d'imposts. En el cas andorrà el document pren rellevància perquè els habitants d'Andorra són acceptats com a interlocutor més i això els dona una veu que abans no tenien. Efectivament es tracta d'un document que s'hauria d'haver signat només entre jerarquies equiparables però les concòrdies andorranes tenen els súbdits com a signataris i això els dona veu pròpia dins dels futurs afers del bisbat d'Urgell sobre Andorra.

### Els Comtes de Foix
Les baralles entre el bisbe d'Urgell i els Castellbò es varen intensificar amb l'arribada del Comte de Foix. De fet, l'esbatussa pren una altra dimensió. Els Foix també eren càtars i com els Castellbò també tenien ambicions territorials que anaven fins a la corona de Mallorca.

Aquesta és la cara que presentava la Corona d'Aragó després de les successives conquestes.

Els Foix eren posseïdors d'un dels més grans dominis d'Occitània, l'estratègia era baixar els Pirineus fins a la corona catalana. Així, en plenes croades els Castellbò i els Foix s'alien contra el bisbat d'Urgell i la corona d'Aragó-Catalunya. Protagonitzen 3 campanyes militars:
- 1198
- 1202
- 1205

Hi devasten pobles i esglésies com ara la Catedral de la Seu d'Urgell, residència del bisbe. Això els va valdre la reputació i condemna d'heretges el 1237 per part del bisbe d'Urgell. Però les campanyes varen prosseguir amb saquejos per part dels comtes Ramon Roger de Foix i d'Arnau de Castellbò fins al 1239.
L'única filla que varen tenir Arnalda de Caboet i Arnau de Castellbò, Ermessenda embolicà encara més el conflicte. Ermessenda es casà amb Roger Bernat II de Foix l'any 1202. Si fins ara parlàvem de tensions, amb el casament estem davant d'una guerra oberta.

El bisbe es negà a autoritzar l'enllaç amb el mateix èxit que els anteriors. A la mort d'Ermessenda, el fill Roger IV de Castellbò-Foix, rebé Andorra i la resta de possessions del bisbat d'Urgell en testament (1229). Això també significà la prellongació de les hostilitats contra l'Església d'Urgell.
Nota: El fill de Roger IV de Foix Roger Bernat III es casà amb Margarida de Bearn que tenia 7 anys en el moment de la cerimònia, fet que deixa en evidència les ambicions territorials dels comtes de Foix.

#### El Pariatge de 1278
Roger de Foix no renovà el vassallatge que devia al bisbe d'Urgell. A més, l'any 1277 ocupa la Seu d'Urgell i encapçala la Lliga dels Barons en revolta contra el rei d'Aragó-Catalunya.
El 1278 el rei d'Aragó i Catalunya, Pere II, cansat del conflicte decideix posar-hi fi. Com que és rei del bisbe d'Urgell i rei del Comte de Foix fa seure Pere d'Urgell i Roger Bernat III de Foix perquè signin la pau. El 8 de setembre del 1278 és la signatura del primer pareatge (o pariatge) davant d'una vintena de testimonis, entre els quals personatges importants de l'època.

Un pariatge era un document que concedia la propietat d'un territori a dos senyors de manera igualitària. El pariatge no dona independència a Andorra però els historiadors consideren que amb la seva signatura Andorra esdevé a la pràctica un Estat independent. És a dir, per molt que continuï sent una regió més de la corona d'Aragó-Catalunya, a la pràctica es gestiona amb prou autonomia com per posteriorment poder-se considerar independent.
El del 1278 va ser escrit en un pergamí, en llatí i pel mètode de carta partida, és a dir, es va escriure dos cops el mateix text. Al mig, hi figuren símbols que en una línia havien de ser tallats pel mig, de forma que no es pogués falsificar. Cada part del document anava als dos signataris i, per corroborar de la veracitat del paper, només calia ajuntar les parts i mirar si els símbols coincidien.
El document esdevé clau per la història d'Andorra. Andorra passa a ser considerada, a partir d'aquí, com un país de facto. Això explica que els mapes europeus actuals indiquin ja Andorra com a tal a partir d'aquesta data. I és que com que el territori se'l repartien dos prínceps (el bisbe d'Urgell i el comte de Foix) amb els mateixos drets i deures, no hi havia manera de desapropiar Andorra. Dit d'una altra manera, els esdeveniments posteriors transformen aquest pariatge alguna cosa més que un simple tractat feudal.
Nota: cal saber que l'andorrà fou fins i tot aprovat pel Papat i per segellar-ho encara més el rei d'Aragó-Catalunya es proposà com a fiador. El document andorrà té doncs aprovació papal i reial. Els pariatges eren un contracte d'allò més comú a l'època i l'andorrà havia de ser exactament la mateixa cosa però les circumstàncies de la història l'han acabat conservant i donant el valor de primera Constitució no escrita.
Allò que fa del Pariatge andorrà un document a part i susceptible d'esdevenir jurídicament viable per a la construcció d'un Estat és:
- el passatge de la sobirania del comtat de Foix al tron del Regne de França
- el fet que el bisbat fos escollit a dit pel regne de Castella i Aragó a partir de la unió dels Reis Catòlics
- el fet que els andorrans fossin considerats com a signataris a part a les concòrdies de 1167 i 1177

És això el que porta a dir que Andorra és un país de facto. En aquest sentit s'utilitza l'argument del "Merum Imperium" per tal de conferir al document un valor altre.
Així doncs, el pariatge confereix als dos senyors el "Merum Imperium" (que representa, en el món feudal, la més alta concepció del poder públic després de la reialesa), i defineix les atribucions respectives dels dos senyors en matèria d'imposts i de servei militar. Així, el primer Pariatge precisa, entre d'altres, que:
- “la fi del litigi” que ha portat “molts i greus danys a les dues parts” i “gairebé indescriptibles mals”
- el "consenyoriu" o propietat indivisa entre els dos senyors, és a dir, la figura de copríncep (dos prínceps) i el règim de coprincipat
- lliurement de la quèstia, un tribut que els andorrans pagarien alternativament al bisbe (anys parells) i al comte de Foix (anys imparells). La quantitat del bisbe era fixa (4000 sous) mentre que el comte cobrava una quantitat fixada segons la seva voluntat, sense límit
- la justícia l'han de portar uns representants dels coprínceps de manera conjunta, però si en l'exercici de la llei s'ha de posar multes, el bisbe se n'emporta 1/4 part i el comte 3/4 parts. El pariatge parla de l'establiment d'un Veguer, nomenat pel comte de Foix, i d'un Batlle, nomenat en nom del senyor feudal, el que queda molt incert
- en el servei militar, tots dos tenien dret d'Host (exèrcit regular) i de cavalcada (atacs ràpids a territoris veïns) i els andorrans havien d'acudir. El pacte exclou els enfrontaments entre els prínceps mateixos
- i finalment es confirma l'alliberament de tres mals usos medievals sobre els andorrans: la intestia (si un súbdit no feia testament, el senyor es quedava amb part dels seus béns), l'eixorquia (es penalitzava els que no tenien descendència) i la cugucia (multa per adulteri)[18][2]

Si s'ha detallat les punts claus del pariatges és per a destacar que la quèstia fou utilitzada posteriorment pels andorrans com a argument per a no sotmetre's a les ordres de la corona d'Aragó-Catalunya o de la corona d'Espanya. Els hereus del pariatge interpretaren astutament les regles de la feudalitat. El pagament l'havien de fer als coprínceps i això volia dir [per als andorrans] que només havien de sotmetre's a les ordres dels seus senyors directes. En no pagar la quèstia a la resta de senyors els andorrans interpretaven que no tenien cap mena d'obligacions envers la corona d'Aragó-Catalunya.

#### El Pariatge de 1288

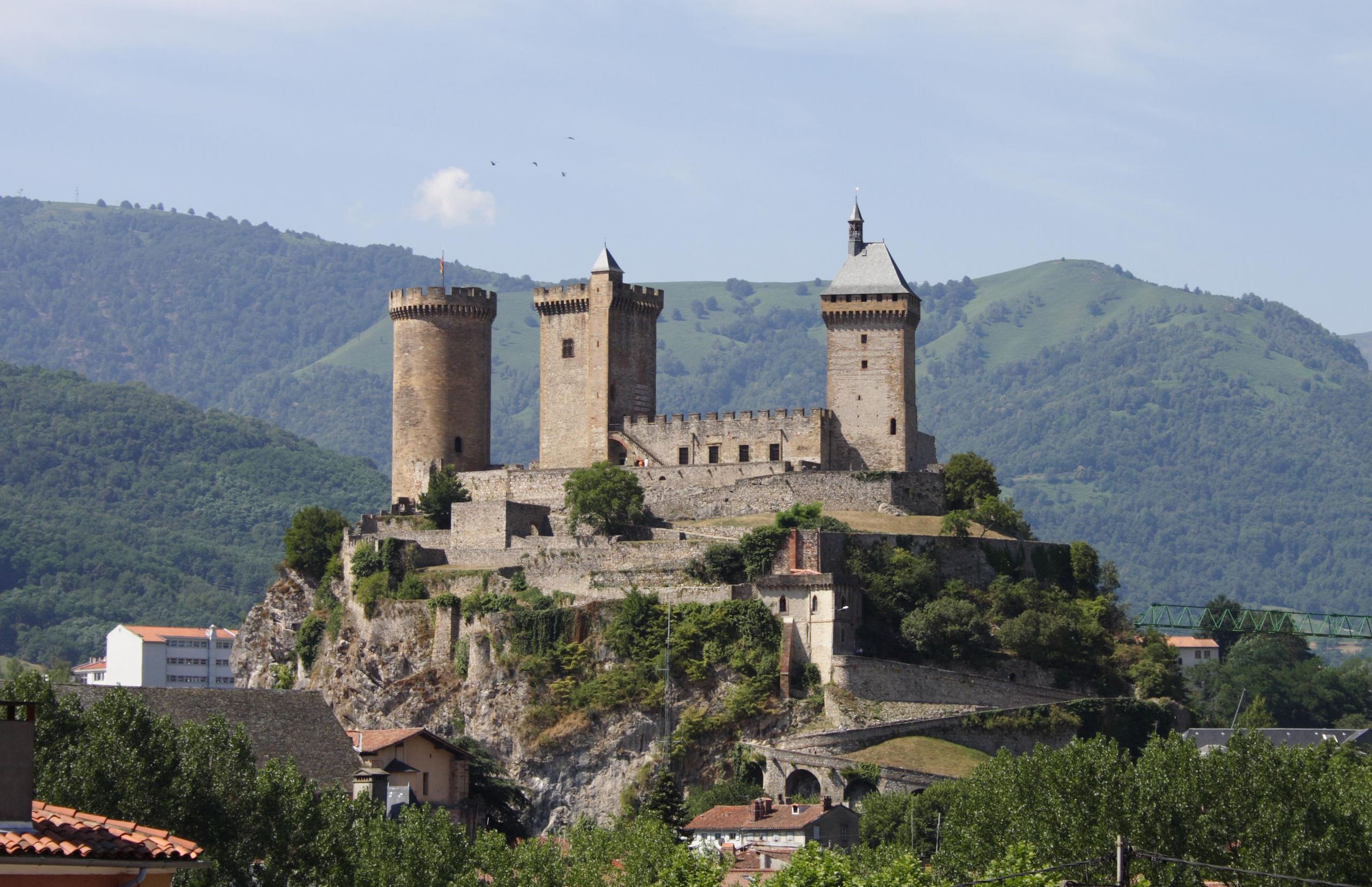
Castell de Foix situat a la localitat francesa de Foix. Els castells eren a l'edat mitjana una forma de marcar autoritat sobre un territori, fet que els concedia dret a regar sobre el territori que es trobava al seu voltant.

Però deu anys més tard, la pau encara no s'havia aconseguit entre el bisbe d'Urgell i el comte de Foix, entre altres motius, perquè en el pariatge el comte de Foix queda àmpliament afavorit quan resulta que precisament el que es pretén és un repartiment igualitari del que s'hi exposa. A aquest motiu, s'hi va afegir la reconstrucció i l'ampliació que feren els Foix del castre a Sant Vienç d'Enclar. El bisbe considerava que l'existència del castre era una hostilitat envers la seva persona. L'any 1280 el comte de Foix encapçala un altre cop una Lliga de Barons contra el rei Pere II de Catalunya-Aragó. Vençut i capturat, haurà de renunciar al vescomtat de Castellbò. Però poc després s'uneix a la campanya portada pel rei de França contra Pere II d'Aragó-Catalunya.
El segon Pariatge va ser signat, un altre cop en llatí, l'any 1288 i amb notari, l'escrivà Jaume Orig de Puigcerdà. En aquest es ratifiquen els punts de l'anterior i se n'hi afegeixen dos més:
- L'edificació de fortaleses queden prohibides, el Castell del Roc d'Enclar s'ha d'enderrocar i per edificar una altra fortalesa caldrà l'acord dels dos coprínceps sense excepció.
- Cada senyor nomena un notari o notaris que actuaran en nom i per autoritat dels dos senyors.

Amb aquesta signatura s'aconsegueix la pau definitiva que portarà aquest sistema de coprincipat fins als nostres dies. El document restarà un dels més solemnes d'Europa, ja que té aprovació i ratificació papal i reial.

### El Consell de la Terra
La situació jurídica d'Andorra no seria completa si no parléssim del Consell de la Terra. Es tracta del primer parlament que tingué el país. No tenim davant nostre un parlament equiparable a les democràcies liberals que naixen al segle xix. És un parlament estamental sorgit i dintre dels marcs medievals.
L'abús dels veguers i dels batlles, representants dels coprínceps, sobre el territori nacional andorrà, porten la seva població a demanar als dos sobirans poder exercir per sobre de les comunitats locals en benefici de tota la comunitat. En aquella època els problemes de la comunitat es resolien a Andorra als porxos de les esglésies romàniques. Allà s'hi agrupaven els caps de casa per tal de posar en comú els seus problemes i resoldre'ls.
Més endavant les queixes són àmplies i resulta difícil resoldre-les als porxos. Alguns caps de casa probablement més ben col·locats del punt de vista socioeconòmic proposen la creació d'un òrgan superior que pren forma de Consell de la Terra. Andreu d'Alàs fou designat per a fer arribar la proposta al bisbat i el comtat de Foix. Els dos coprínceps cediren davant les constants queixes de la població. Allò permetia tenir una veu única sobre els problemes.
L'actual Consell General és l'hereu del Consell de la Terra. A partir de l'Edat Moderna aquesta institució serveix com a òrgan de representació global de la població. Tanmateix, no exerceix realment com a tal malgrat que les comunicacions exteriors les fa el Consell General en veu d'Andorra. El vertader ús del Consell General com a forma representativa de la població d'Andorra apareix al segle xix. Llavors el Consell General passa a exercir com a òrgan legislatiu i executiu. Tot plegat sota la tutela dels coprínceps que tenen dret a vetar-ne les decisions. El president de la cambra parlamentària anomenat en l'argot andorrà de síndic fou qui s'encarregà de cobrir el paper que hauria de tenir un ministre d'Afers Exteriors.

## Lo mal any primer i les conseqüències a Andorra

### Apunts previs
Els segles xiv i xv foren anys de crisi econòmica, social i estructural al continent europeu. Foren segles convulsos des del punt de vista econòmic com polític i això tingué efectes sobre Andorra. La historiografia andorrana acostuma a veure aquest període de transició entre l'edat mitjana al període següent com una oportunitat, si més no, de consolidar la figura politicoinstitucional que neix arrel dels Pariatges. Les conseqüències de la crisi generada als Estats veïns posen entre les cordes els co-sobirans d'Andorra. El resultat posterior fa que la historiografia andorrana vulgui mirar-se aquest període com d'ingerència.

### Lo mal any primer

Mapa on s'observa la propagació de la Pesta Negra pel continent europeu a mitjan

A Europa s'enceta a mitjan segle xiv una llarga recessió que tindrà efectes en l'estructura política feudal. Entre altres motius el clima es torna més fred i les collites deixen de ser tan bones. La fam s'estén amb la conseqüent pèrdua de població. L'equilibri entre els recursos naturals i la massa de població es trenca i la Pesta negra passa comptes provocant una mortaldat elevadíssima. Els recursos destinats a frenar les epidèmies no tenen efecte vist que no es coneix la causa ni la solució per poder afrontar-les. Entre altres mesures es prohibeix el comerç entre ciutats. Això tindrà efectes negatius sobre l'economia. La matèria primera deixa de ser tan abundant i l'economia se’n recent. D'altra banda, el continent ha estat pràcticament en guerra constant durant l'edat mitjana. El Regne de França assumeix llargues conseqüències de la Guerra dels Cent Anys. Els nous imposts o la devastació dels camps són només algunes de les línies que es poden presentar com a derivada d'aquest conflicte. La noblesa reforça els mitjans coercitius per fer pagar els mals usos de cara a mantenir les seves rendes. En conseqüència la pagesia s'acaba revoltant. L'un dels episodis més destacats són les Jaqueries (1358) que tingueren lloc a França. El qüestionament que planteja llavors la baixa societat provoca canvis estructurals. Els monarques aconsegueixen imposar una certa centralitat en detriment i declivi del poder feudal. 
La confederació catalanoaragonesa entra també en una etapa convulsa. La fam, les epidèmies, la pèrdua de població, la inflació o els desordres monetaris toquen el cor del regne. El comerç marítim disminueix en conseqüència de les guerres contra Gènova. La política bel·licosa de la confederació esgota els recursos econòmics. Això talla l'accés a les matèries primeres. L'escassetat de mà d'obra també juga en contra de l'economia. La Pesta també afecta la confederació que veu delmar la població. En l'imaginari col·lectiu la recessió tindrà efectes molt negatius. El retrocés econòmic és viscut com “lo mal any primer”. D'igual manera que a la resta d'Europa, la noblesa catalana imposa mesures vexatòries per poder suportar les rendes. La protesta del poble menut acaba en vertadera Guerra Civil a Catalunya. La dinàmica centralitzadora de la monarquia i les oligarquies del regne provoca una greu crisi amb el pactisme. Les derives violentes d'aquesta crisi s'afegeixen als disturbis socials i econòmics.
A aquest terratrèmol econòmic s'afegeix a Europa la crisi espiritual. L'anomenat Cisma d'Occident o d'Avinyó qüestiona profundament l'Església catòlica. Durant pràcticament setanta anys el Papa abandona la ciutat de Roma per instal·lar-se a Avinyó (França). Degut a la forta pressió popular s'escull un nou papa a Roma l'any 1378, però la nova figura pontifícia no és reconeguda per tothom. En paral·lel surt triat un altre papa a Avinyó. La major part del clergat d'Aragó-Catalunya, Castella, Escòcia o França reconeix el pontifici avinyonès mentre que el clergat hongarès o anglès reconeix només l'italià. D'ací naix un conflicte d'investidura que arriba a posar sobre la taula fins a tres papes. Si bé el Concili de Constança resol el problema la comunitat cristiana ja ha percebut l'autoritat eclesiàstica amb recel.

### La Guerra Civil Catalana i Andorra
A Catalunya els efectes de la recessió econòmica s'agreugen i esclaten en diferents conflictes armats. D'una banda, la pagesia catalana sotmesa a la servitud de la gleva es revolta contra els mals usos l'any 1462; d'altra banda, esclata també una crisi institucional que es formalitza en guerra civil. De la unió entre Joan II el Sense Fe d'Aragó-Catalunya i Blanca I de Navarra en surt Carles de Viana que havia d'heretar el Regne de Navarra a la mort de la seva mare. El naixement del fill crea dos clans rivals en el si de la mateixa família. El pare preferia deixar el tron al seu altre fill Ferran el Catòlic que no pas a Carles, proper al regne de Castella. L'any 1640 el pare fa una passa endavant, usurpa dels drets del seu fill Carles i l'empresona. Les Corts catalanes n'exigeixen l'alliberament. Les desavinences entre Joan II Sense Fe i el fill no se salven i la Diputació del General entra en guerra (1462-1472) en contra del monarca. En el rerefons s'enfronten la pagesia i les classes mitges urbanes que dominaven el govern de Barcelona amb el suport del rei i els terratinents, els burgesos rics i l'Església que defensaven astutament Carles de Viana, mort abans d'hora. En tot això, els remences es revolten per segon cop anys pels mals usos (1483-1486).
Per tots aquests motius la corona confederada d'Aragó mira de desposseir el comte de Foix, en un primer moment, dels seus drets sobre Andorra i, més tard, al bisbat d'Urgell també. El desenllaç es produeix amb la mort de Gastó I de Foix-Bearn. L'any 1252 en un acte purament estratègic —l'esposa tenia tan sols set anys en el moment d'unir-se en matrimoni— Roger Bernat III de Foix es casa amb la vescomtesa Margarida de Bearn. El fill Gastó I de Foix assegura la continuïtat casant-se amb Joana d'Artois, rebesneta de Lluís VIII de França. A la seva mort (1315) l'herència, que queda en mans de Gastó II de Foix-Bearn, provoca desavinences amb el bisbe d'Urgell. Les diferències es tradueixen aviat en atacs contra la Mitra; i el rei de Catalunya-Aragó s'afanya a proposar una mà estesa al bisbat d'Urgell per defensar-se. L'actuació de la corona mira de desposseir el comte de Foix dels drets que exercia sobre Andorra. A partir d'aleshores tant el comtat com el bisbat signen pactes i treves de manera intermitent al llarg dels segles xiv i xv sota l'atenta mirada de la corona catalanoaragonesa. És aprofitant aquesta conjuntura que la monarquia mira de desposseir ambdues bandes dels seus drets sobre Andorra. L'any 1334, per exemple, la corona reclama els drets de jurisdicció de l'alta i baixa justícia d'Andorra als dos co-sobirans. Ja cap a finals de segle xiv el monarca fa un pas més endavant i reclama directament (1369, 1386) al comte Gastó III de Foix-Bearn, Andorra, en tant que territori integrant de Catalunya.

Més conegut pel sobrenom de Gastó de Fèbus, la història prefereix retenir, això no obstant, les gestes bel·licoses i també trobadoresques del comte. A l'edat de cinquanta-set anys escrigué en dictat un tractat de caça ben apreciat que rondaria vers el 1387 o 1389. El Livre de chasse sembla que s'hauria d'emmarcar en un exercici de redempció. El comte, que parlava occità, tenia especial debilitat pel cristianisme. L'any 1356 s'endinsà, per exemple, en un viatge a Prússia per lluitar amb els cavallers de l'ordre Teutònic. Hi ha poca documentació al respecte raó per la qual no sabem amb justesa el perquè de la seva marxa. Les expedicions de l'ordre Teutònic del segle xiv tenien el vist-i-plau papal per combatre contra aquells que no professaven les línies que dictava l'Església de Roma. L'ordre Teutònic va emprendre croades en el que correspon a l'actualitat al territori dels països bàltics. L'Església catòlica hauria atorgat privilegis a aquells que s'endinsaren en les croades nòrdiques. Semblaria ser que el comte de Foix respongué a la crida amb el seu germà, Gastó de Foix-Grailly. El tractat fou escrit en llengua francesa i tingué força èxit perquè se n'han escrit al llarg dels anys unes quaranta còpies. La Biblioteca Nacional de França posseeix dos exemplars d'unes cent pàgines que l'autor de la còpia es va cuidar d'il·lustrar amb miniatures i sanefes. En tot cas i pel que fa a Andorra el comte hagué de defensar els Pariatges. 
El seu fill, Mateu I de Foix-Bearn, reclamà, a la mort del seu pare (1391), al seu torn, el títol de rei a la corona d'Aragó-Catalunya en nom de la seva esposa. La dona de Mateu I de Foix-Bearn era filla de Joan II dit el Sense Fe que governava en tant que Rei a Aragó, a Mallorca, a Sicília, a València i a Catalunya. Amb tots aquests títols s'entén perfectament que el comte promogués campanyes d'invasió fallides a Catalunya entre el 1395 i 1398. La dona i, per tant, filla de Joan II es quedà sense els béns, confiscats en represàlia a l'actuació del seu home. Les intrigues de palau foren, de fet, més pronunciades. El pare, Joan II, empresonà l'any 1460 el seu fill Carles de Viana, príncep d'Aragó i infant de Navarra, aconseguint col·locar-se la Diputació del General en contra seva. La mort abans d'hora de Carles de Viana aboca Catalunya a una guerra civil (1462-1472), on els conflictes i problemes socials se sobreposen a una profunda controvèrsia política que enfronta l'estil absolutista amb el pactista. En aquesta picabaralla la corona d'Aragó-Catalunya usurpa directament dels drets del comtat de Foix. Una situació gens nova. Durant el regnat de Martí I l'Humà (1396-1410) la seva esposa, Maria de Luna, demana a la població andorrana de prestar homenatge i fidelitat al seu marit, exigint-ne la percepció de la quèstia. El bisbe, Galceran de Vilanova, sembla que no va rebre de bon grat aquestes pretensions sobre el seu feu. El conflicte es mantingué latent fins a la mort del comte Mateu I de Foix-Bearn. L'any 1400 el rei Martí I restitueix els béns i els drets confiscats a Joan I de Grailly, comte de Foix, que hereta per part materna la senyoria de Grailly, jurisdicció feudal del Regne de França localitzada a prop de Ginebra (Suïssa).
Les anades i tornades de la muntanya russa entre la corona confederada i els cosenyors d'Andorra va trobar encara més episodis de discòrdia. El fill de Joan I de Grailly, Gastó IV de Grailly, s'involucrà directament en la Guerra Civil Catalana posant-se del costat del monarca, Joan II el Sense Fe, sota pretext parentiu. Gastó IV de Foix-Grailly era espòs d'Elionor d'Aragó, filla de Joan II d'Aragó-Catalunya. En conseqüència els vassalls de Gastó IV de Foix, és a dir, els propis andorrans, van haver de vigilar les vies i els castells del comtat d'Urgell i de la Cerdanya, a més de prestar el servei d'host i cavalcada al comtat d'Urgell per evitar l'ocupació dels territoris per part de l'exèrcit de la Diputació General de Catalunya. El bisbat d'Urgell va ser capitanejat en aquesta època pel vicari general el qual decantava pel diputat del General de Catalunya. En virtut d'aquest suport el vicari va obligar els andorrans a participar en la defesa i vigilància de les vies de trànsit de la Seu d'Urgell. La situació derivada d'aquesta guerra degué repercutir directament sobre l'economia d'Andorra. Es té constància per diferents testimonis que l'any 1480 s'endureixen els pagaments de tributs cosa que provocà queixes vist que la població andorrana havia estat exempta de pagar alberga i mals usos. En aquest període conflictiu les tropes del Diputat del General van sojornar a Andorra.

## La vida medieval d'Andorra

### Cop d'ull general
Es pot dir que la vida a Andorra a l'alta edat mitjana era molt dura. La població patia desnutrició general a causa d'una alimentació deficient. El clima dels Pirineus dificultava, i molt, la cerca de terreny cultivable. La majoria dels andorrans eren analfabets, un element que no permet donar amb exactitud la quantitat de gent que hi vivia. Tanmateix, amb la signatura de la “Concòrdia” del 1176 s'ha pogut establir una població que oscil·lava entre 1700 i 2300 habitants.
La població és distribuïda en nuclis situats seguint les zones a prop de l'aigua i aptes per l'agricultura. Malgrat les dificultats climàtiques, bona part del terreny andorrà estava constituït per pastura i boscs, i l'agricultura era una de les activitats econòmiques més importants juntament amb la ramaderia. Es produïa cereals i vinya, raó per la qual trobem encara avui dia molins d'aigua a Andorra. A tots els rius i rierols es van construir durant els segles XI i X nombrosos molins d'aigua per moldre i convertir el gra en faria per fer el pa; aliment bàsic de la població.
A banda de l'agricultura i la ramaderia, les professions artesanals (teixidors o pelleters) i la metal·lúrgia van prenent cada cop més importància dins de l'economia andorrana cap al principi del Baix Medieval. Les fargues es van instal·lant progressivament fins a imposar-se com una indústria primordial per Andorra, contribuint a incrementar la població i reduir la pobresa. Així, trobem a Andorra 5 meners de ferro, principalment a Ordino, 2 ferrers, una primera farga i els primers ponts de comunicació (ex.: Pont de St. Antoni). Aquesta indústria va evolucionant fins dins del sistema de farga catalana. Les fargues i molins pertanyien als senyors feudals i els camperols estaven obligats a moldre el blat, pagar per fer-ho i col·laborar en la construcció dels molins.
A mesura que va acabant el Baix Medieval i que la població va en augment, els serfs deixen de pagar imposts (se'ls concedeixen “franquícies”), ja que els seus senyors els en dispensen pel fet de contribuir al repoblament (en surten les “carta pobla”). A més, gràcies al progrés econòmic que aporta la metal·lúrgia, molts serfs "compren" la seva llibertat. Cap al final del Medieval, aquesta actitud ha contribuït a fer que desaparegui una part del servatge. A Andorra no hi ha constància de serfs però en canvi sí que es poden parlar de franquícies concedides.
Quant a mentalitats i cosmovisions, la població andorrana estava altament marcada per la concepció cristiana del món. Com a Europa, l'Església tenia una importància cabdal dins de l'estructura social de les poblacions. La prova més evident d'això és la divisió del territori en parròquies, així com la construcció d'esglésies romàniques. La dona hi tenia un paper secundari, tal com s'exigia l'Església mateixa. La societat era masclista i poc igualitària. De fet, al Consell de la Terra només hi podien participar homes rics.

### Primeres talles de Marededeu
El creixement econòmic del principi del Baix Medieval, però, decau a causa d'un lleuger augment de la temperatura. Això provoca crisi als camps però sobretot a les zones més urbanitzades. Endemés, les rutes comercials han portat la pesta negra i la psicologia de la gent se'n veu afectada. A tots aquests elements socioeconòmics, se n'afegeix un de polític que explica probablement la talla de la marededeu del Remei de Pal. Durant Baixa Edat Medieval el cristianisme pateix un segon cisma. Estem parlant dels Papes d'Avinyó que varen afeblir desacreditar l'autoritat que tenia l'Església Catòlica sobre els fidels. Com que la gent no entén ni sap fer front a aquesta crisi econòmica i política, busca les respostes a la Bíblia. Això farà que el fervor religiós vagi a més i a poc a poc es va rendint culte a les Verges. Suposant que tot plegat també es visqué a Andorra, la veneració a la verge s'arrelarà segurament amb facilitat. Avui hi ha un total de sis marededeus al país:
- Marededeu de Canòlich
- Marededeu d'Ordino
- Marededeu del Remei de Sant Julià de Lòria
- Marededeu de Santa Coloma
- Marededeu de Pal

- la Verge de Nostra Senyora de Meritxell

La verge de Nostra Senyora de Meritxell és patrona d'Andorra. Té dedicat tot un santuari declarat basílica al poblat de Meritxell. Fou lloc d'aplegament especials per a la població andorrana probablement a partir del segle xviii i amb seguretat al segle xix. La construcció del primer santuari està envoltat de remors populars i ficcions promogudes per la jerarquia catòlica.

### El romànic andorrà
L'art romànic es considera com el primer estil artístic d'Europa durant el Medieval i apareix gràcies a un
context favorable a mitjan segle xi en què es deixa enrere la inestabilitat per
començar un procés de recuperació que es reflecteix en la demogràfica, economia

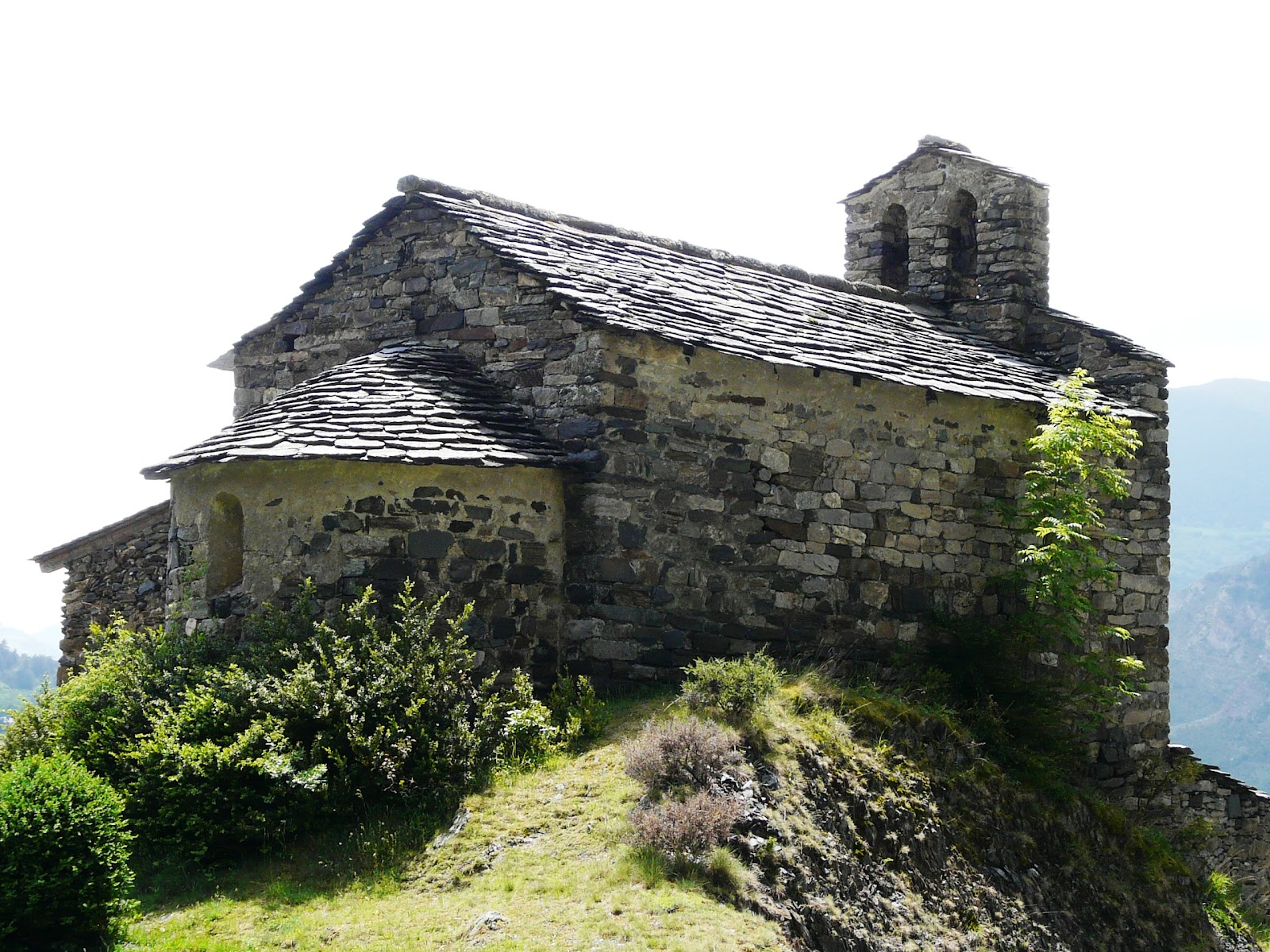
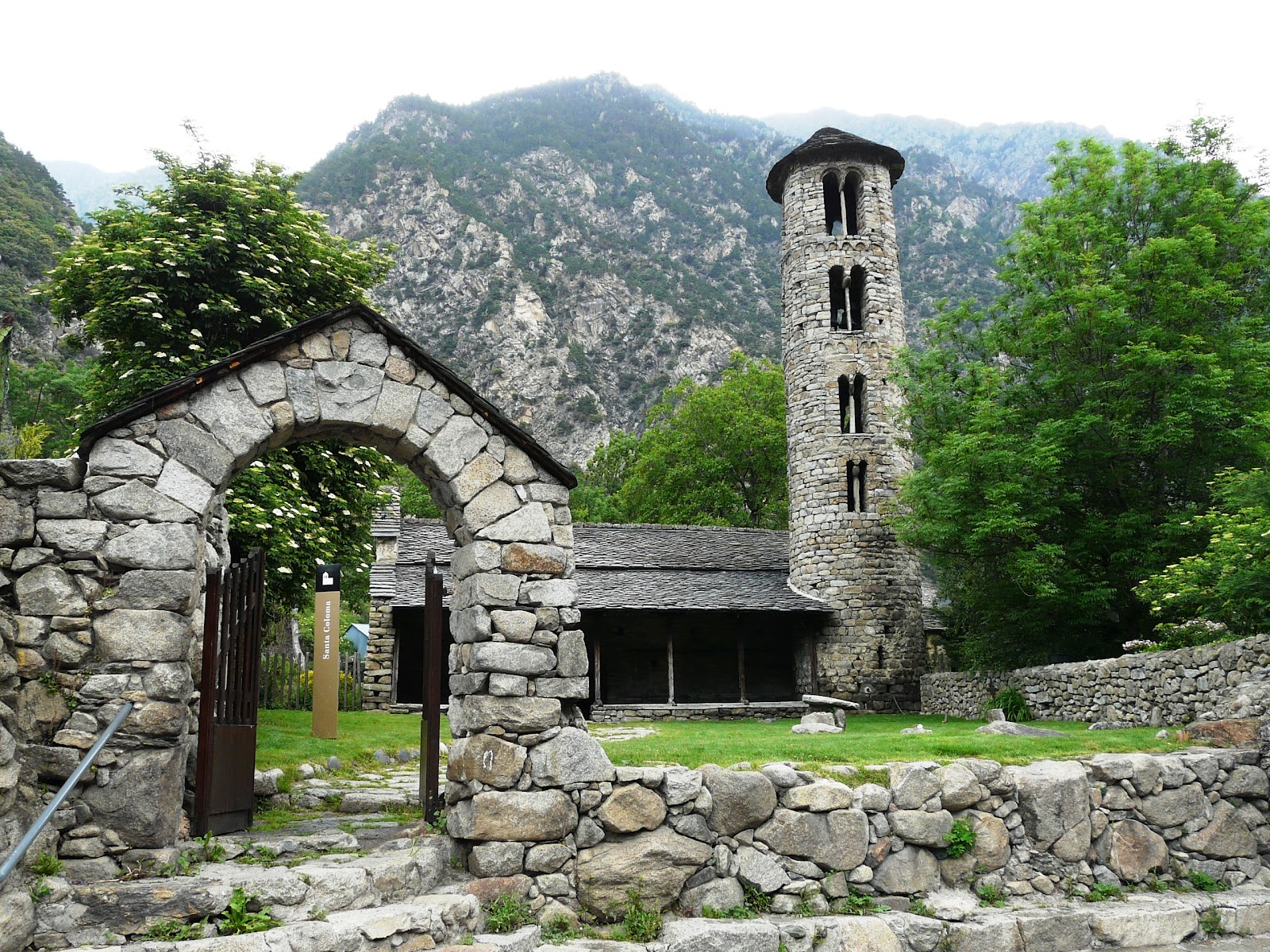
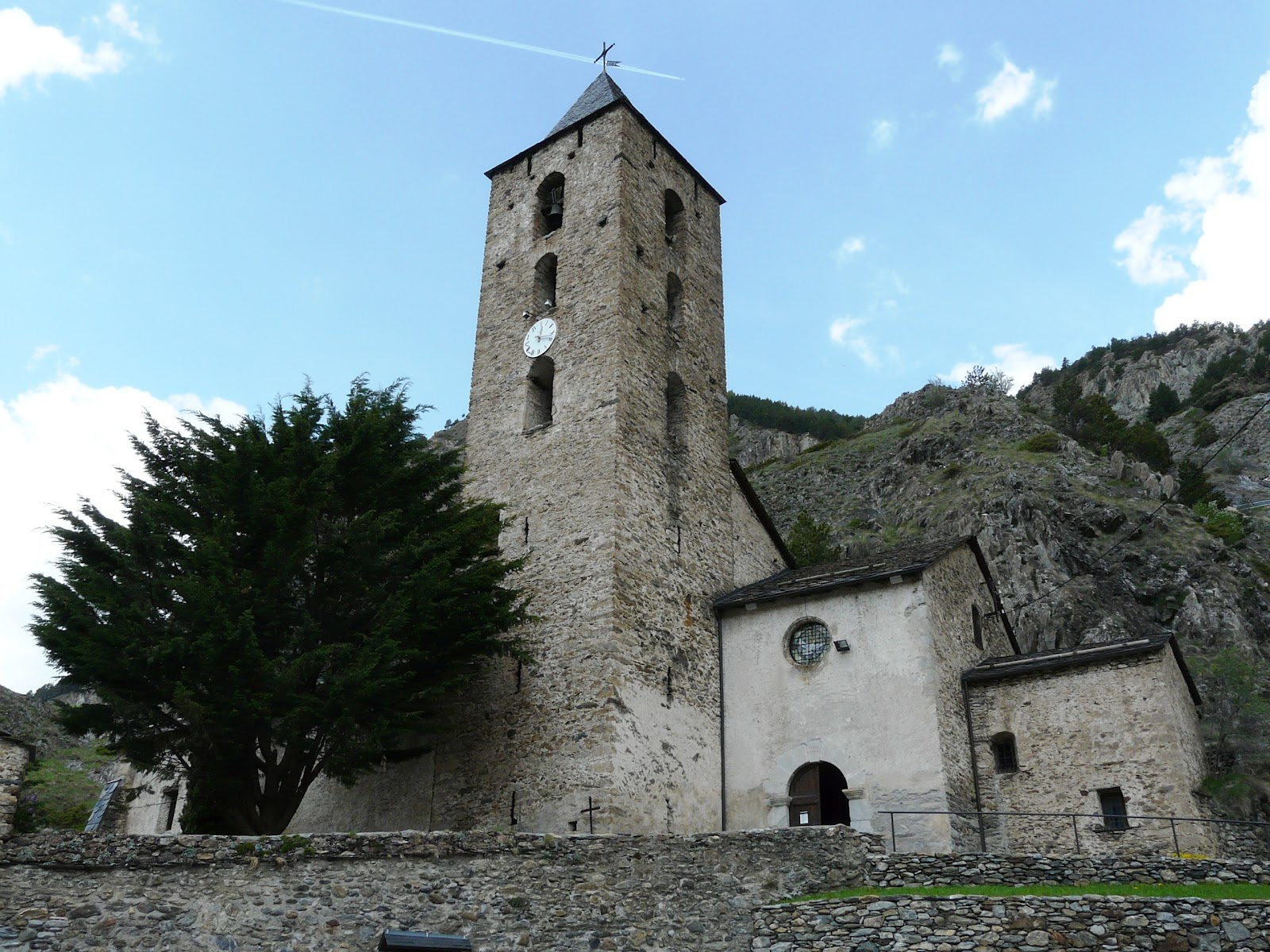
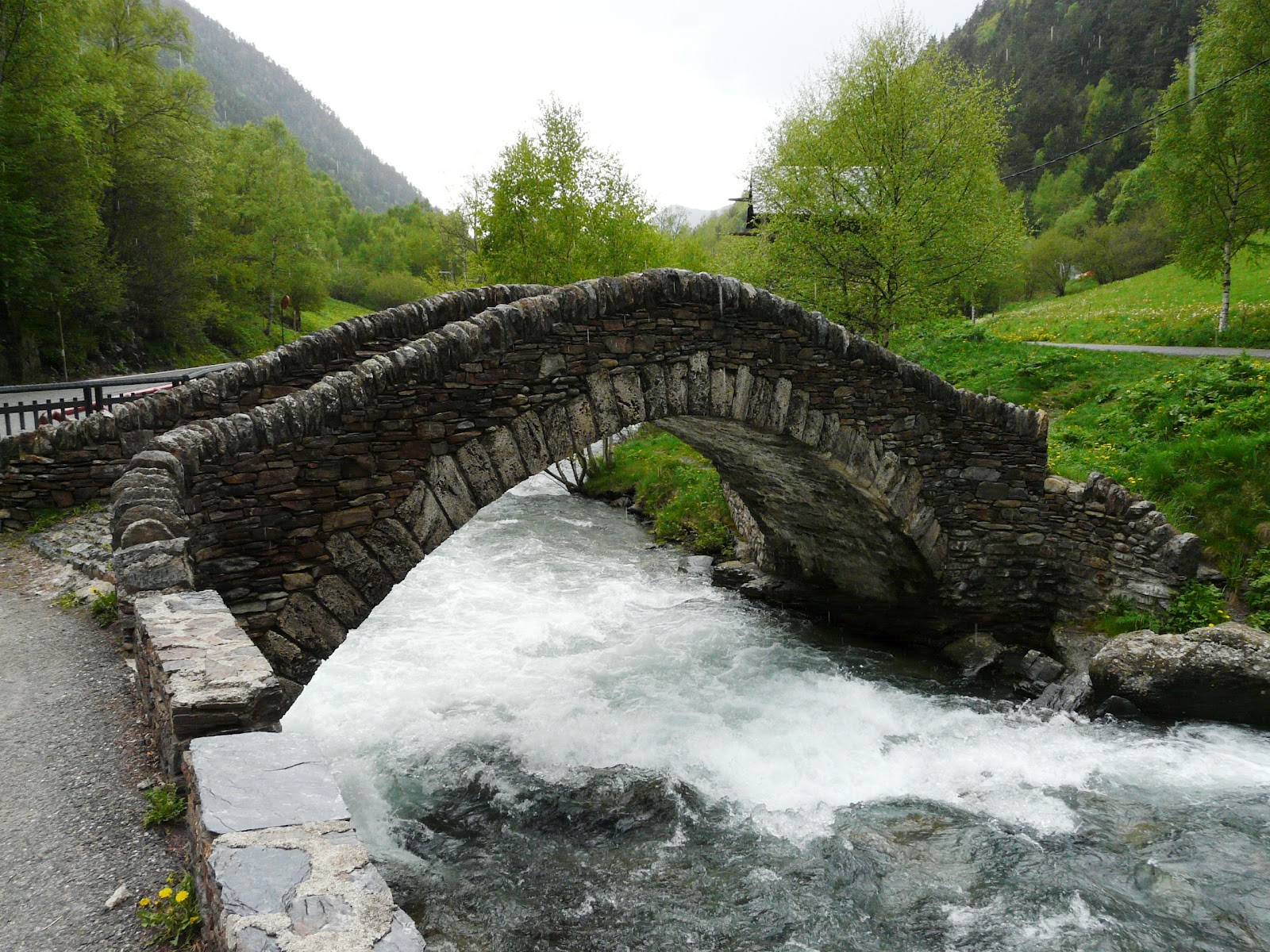
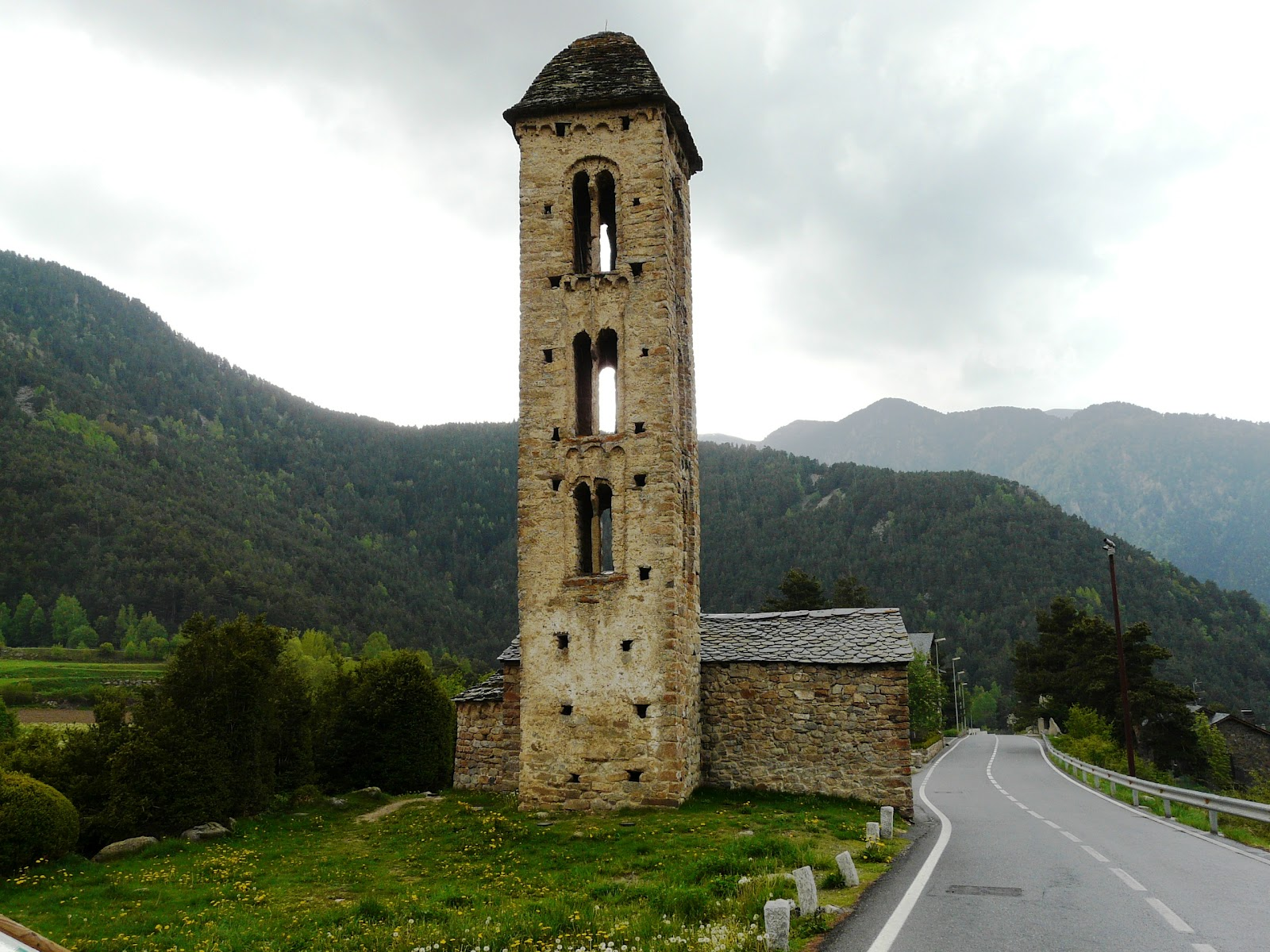
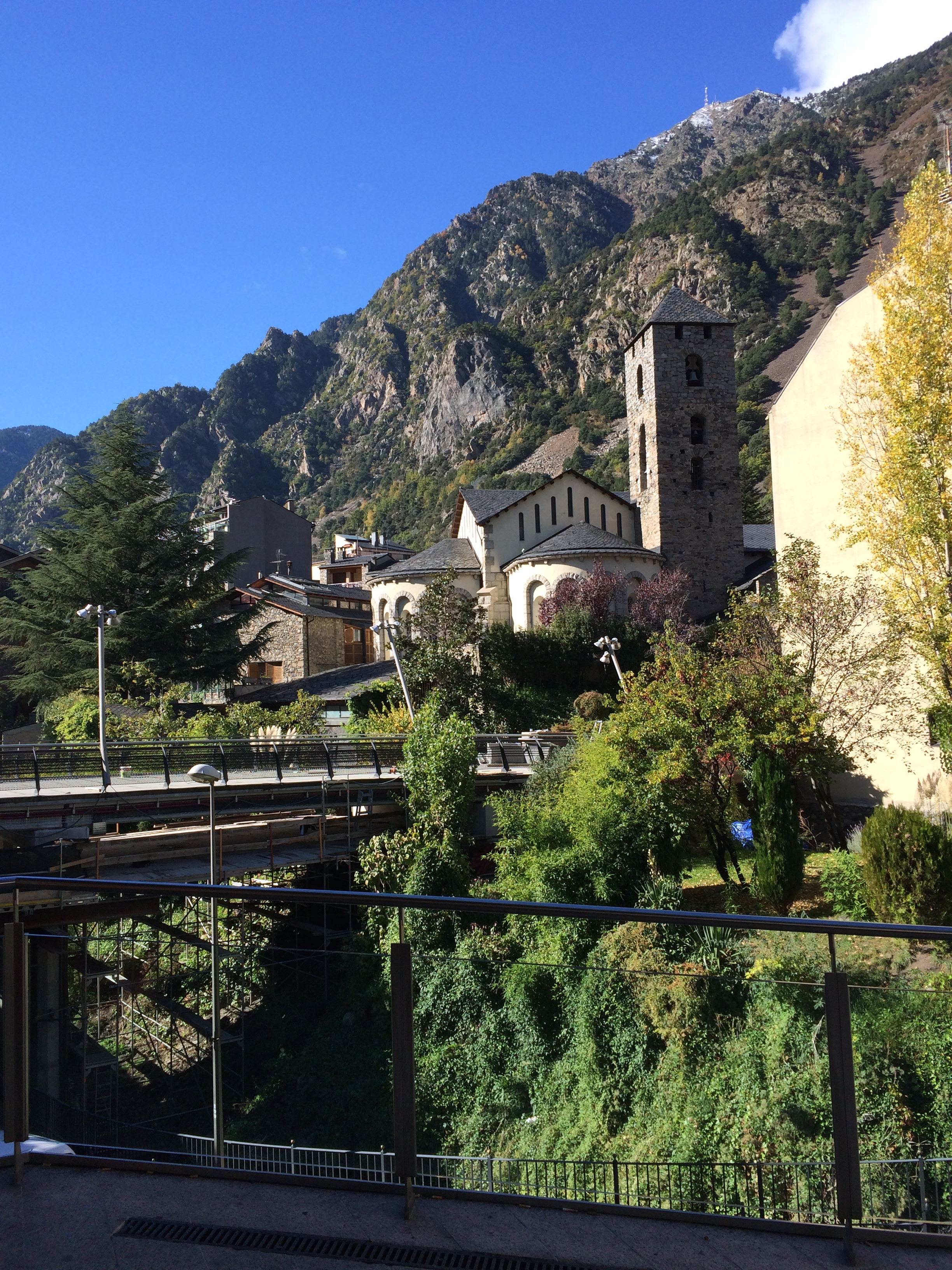

i expansió religiosa. El papa Gregori VI contribueix en aquest procés
mitjançant el desplegament de monestirs i temples. El terme romànic va ser
adoptat pels erudits del segle xix que van considerar les manifestacions artístiques
d'aquesta època com deutores de l'art de l'Antiga Roma vist que imiten elements
romans. L'art romànic utilitza pintures murals sobretot a les naus, als absis i
a les criptes.
Dins la península Ibèrica el
romànic només s'implanta a la meitat nord, mentre que al sud s'imposa l'art islàmic.
A Andorra les edificacions preromàniques són un reflex de la cristianització duta
a terme pel bisbe d'Urgell i pel monestir de Sant Serni de Tavèrnoles. La
primera església preromànica construïda a Andorra fou l'Església de Sant Vicenç d'Enclar. També destaca l'Església de Santa Coloma on les pintures murals hi són exposades actualment després d'un procés de recuperació que portà el govern andorrà a tractar amb museus europeus prestigiosos. Altres formes romàniques són els ponts com ara el Pont de la Margineda o el Pont dels Escalls.

### Andorra: embrió del català

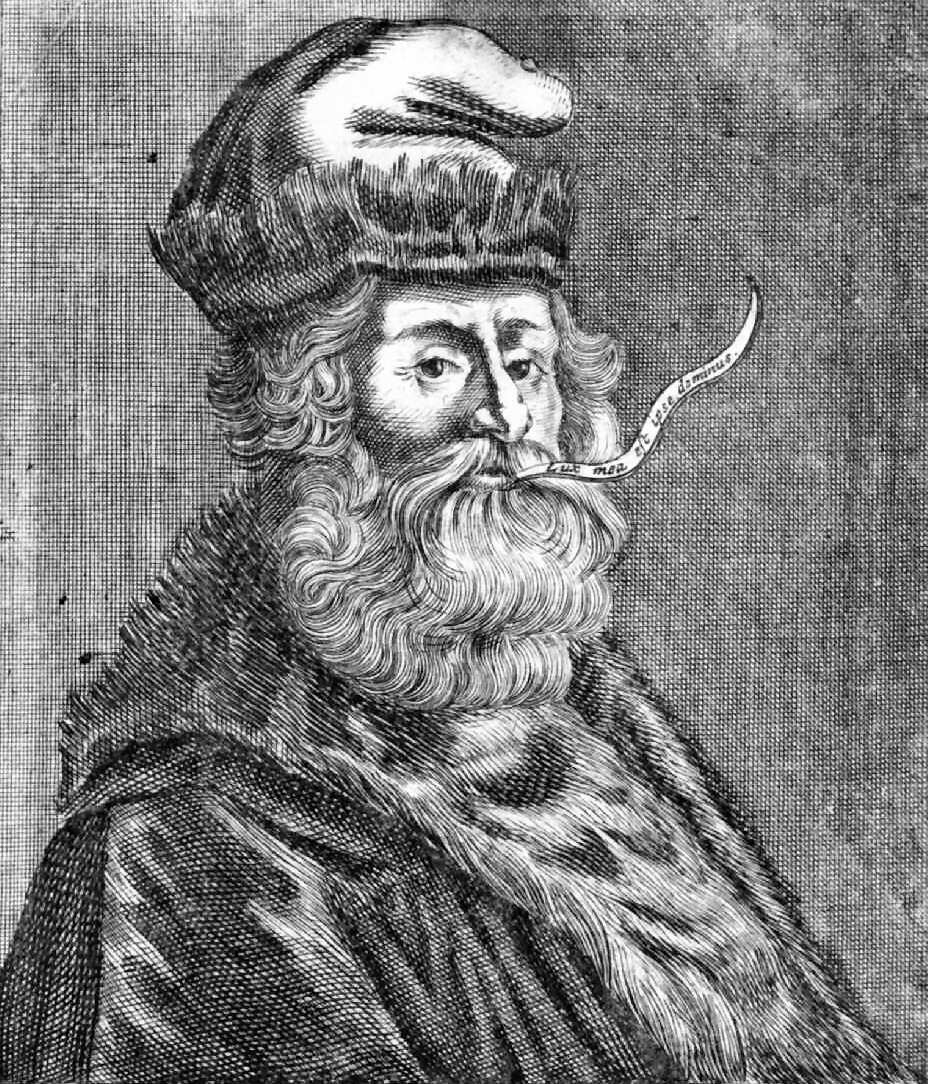
Gravat de Ramon Llull del segle XVIII

Es considera l'Edat Medieval el bressol i desenvolupament de la llengua catalana. El canvi del llatí cap al català va ser lent i gradual, gairebé imperceptible, com qualsevol altra llengua que pren origen en una altra. Les generacions que s'anaven succeint mai van tenir la sensació de parlar una llengua diferent de la dels seus antecessors. Tanmateix, hi ha haver un tall però, com és el cas d'altres llengües romàniques (com ara el gallec, portuguès, castellà, francès, occità, italià, romanx o romanès), és difícil de dir quan va ser, sobretot si tenim en compte que malgrat la utilització de llengües vernacles a l'oral, el llatí va predominar en els texts durant molt de temps i només es comença a trobar texts escrits íntegrament en català cap al segle xii.
Els lingüistes parlen del període que va del segle VII fins al segle viii com de canvis radicals, moment en què ja s'aconsegueix fer una clara diferenciació entre el català i el llatí. A poc a poc va sorgint un català preliterari que viurà del segle IX fins al segle xii. A partir d'aquest moment i coincidint amb l'expansió de la Corona d'Aragó, on de fet el 85% de la població ja parla català, la llengua catalana s'implanta arreu dels territoris que avui dia es coneixen amb el nom de Països Catalans. De fet, Andorra en tant que territori del Comtat d'Urgell és l'un dels llocs embrionaris del català. Més endavant, el català es normalitza a través de normes gramaticals. Intel·lectuals d'aquesta època en llengua catalana són en Ramon Llull.